# Археологический музей Пуэрто-де-ла-Крус
Археологический музей Пуэрто-де-ла-Крус (исп. Museo Arqueológico del Puerto de la Cruz) — небольшой, но один из значимых археологических музеев на Канарских островах. Расположен в городе Пуэрто-де-ла-Крус (Тенерифе).

## История
Музей был открыт в 1953 году. Музей экспонирует археологическим находки культуры народа гуанчи. Музейные фонды составляют более 2600 артефактов.
Одним из наиболее известных предметов коллекции является миниатюрный идол Гуатимак.

## Галерея

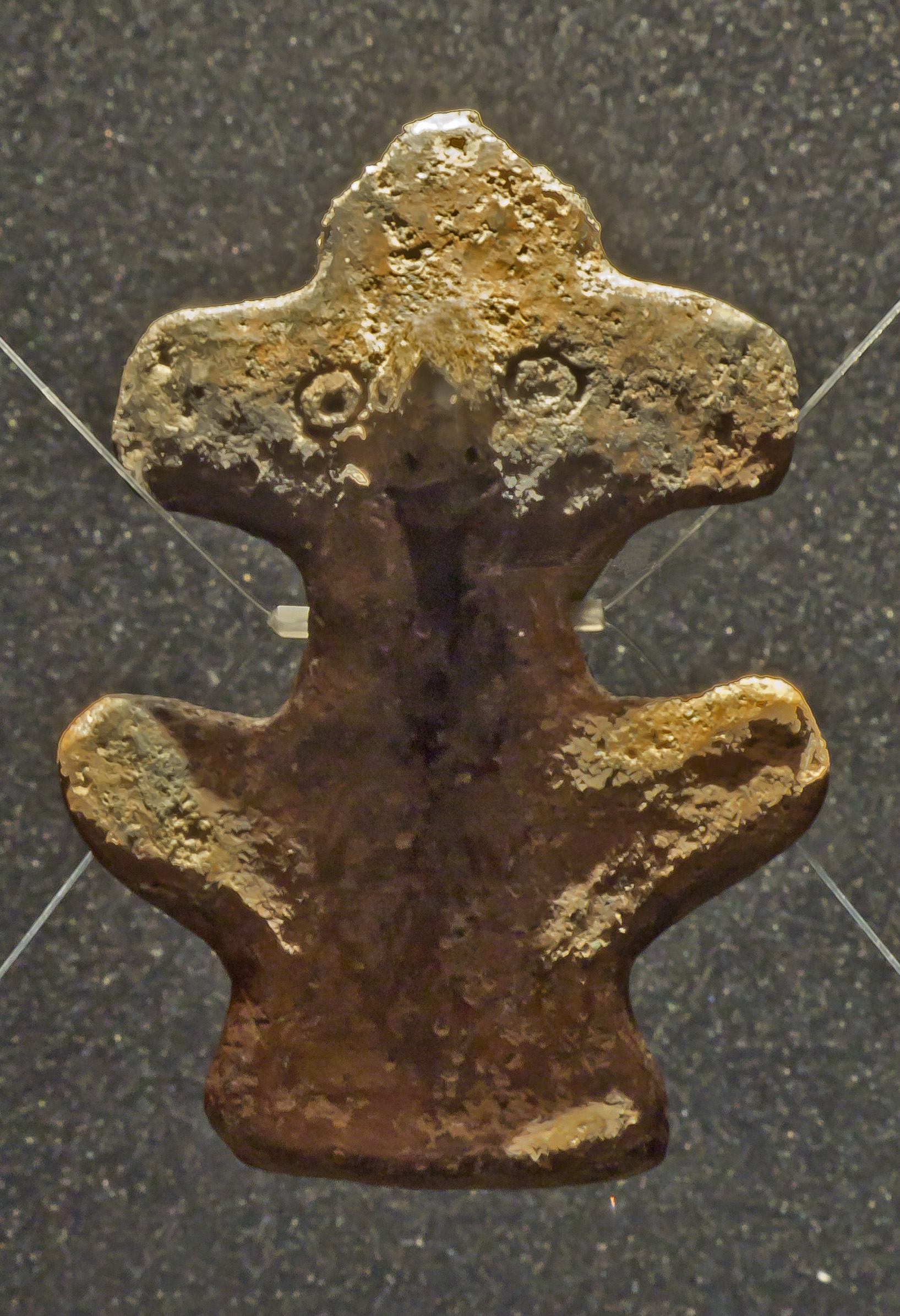
Гуатимак
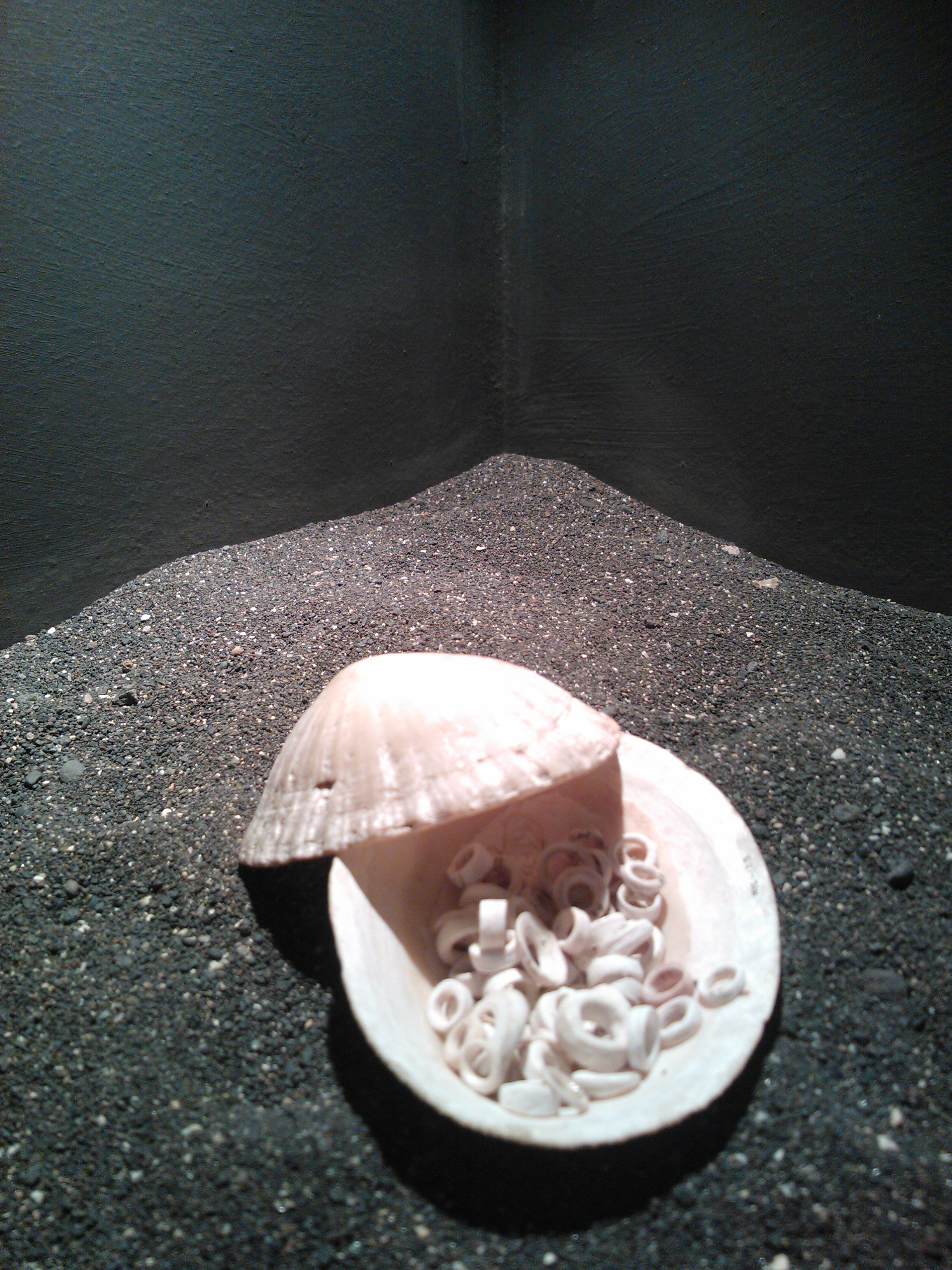
Раковина с изделиями, которые аборигены использовали в ювелирном деле.
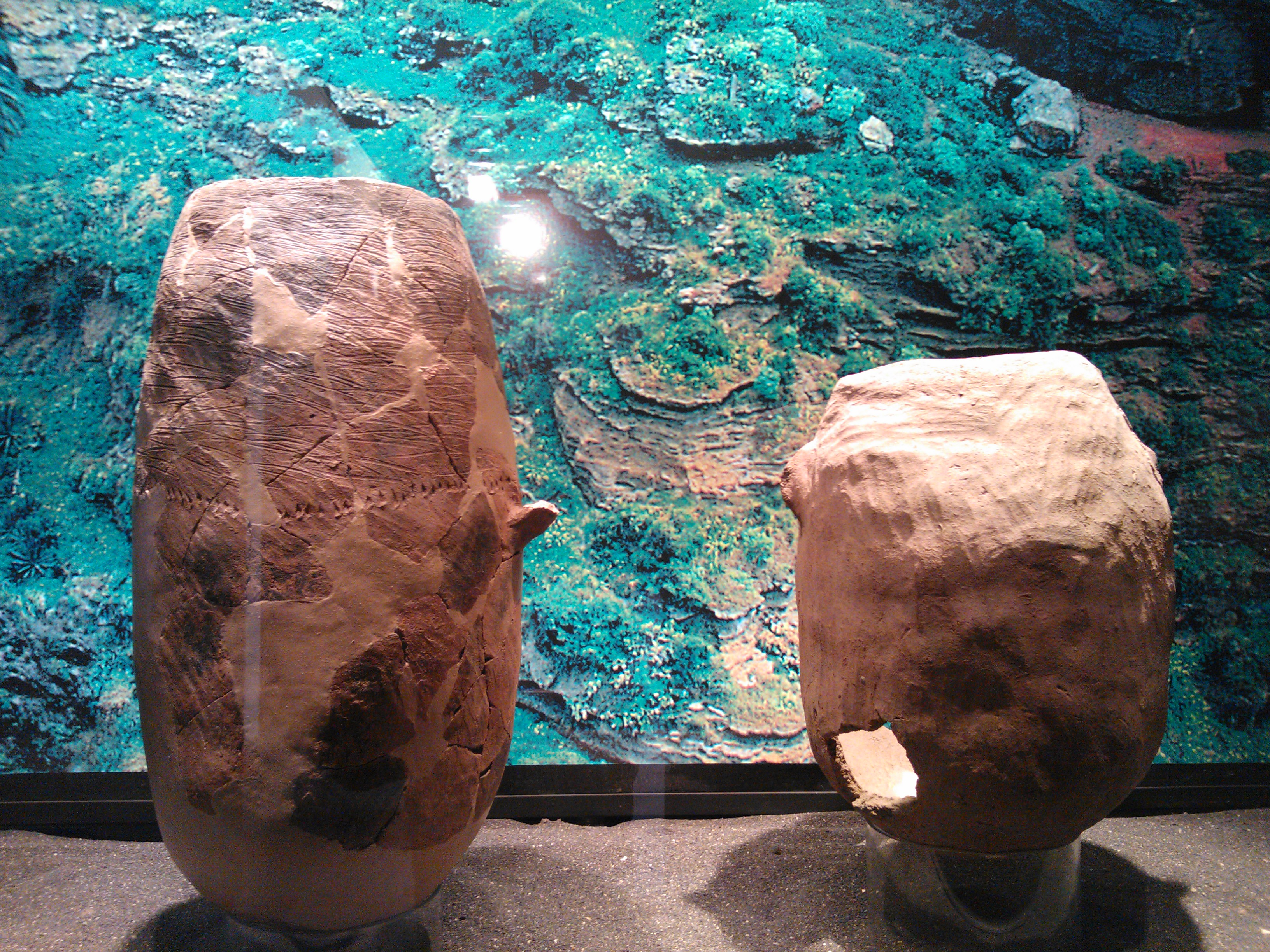
Глиняные сосуды.
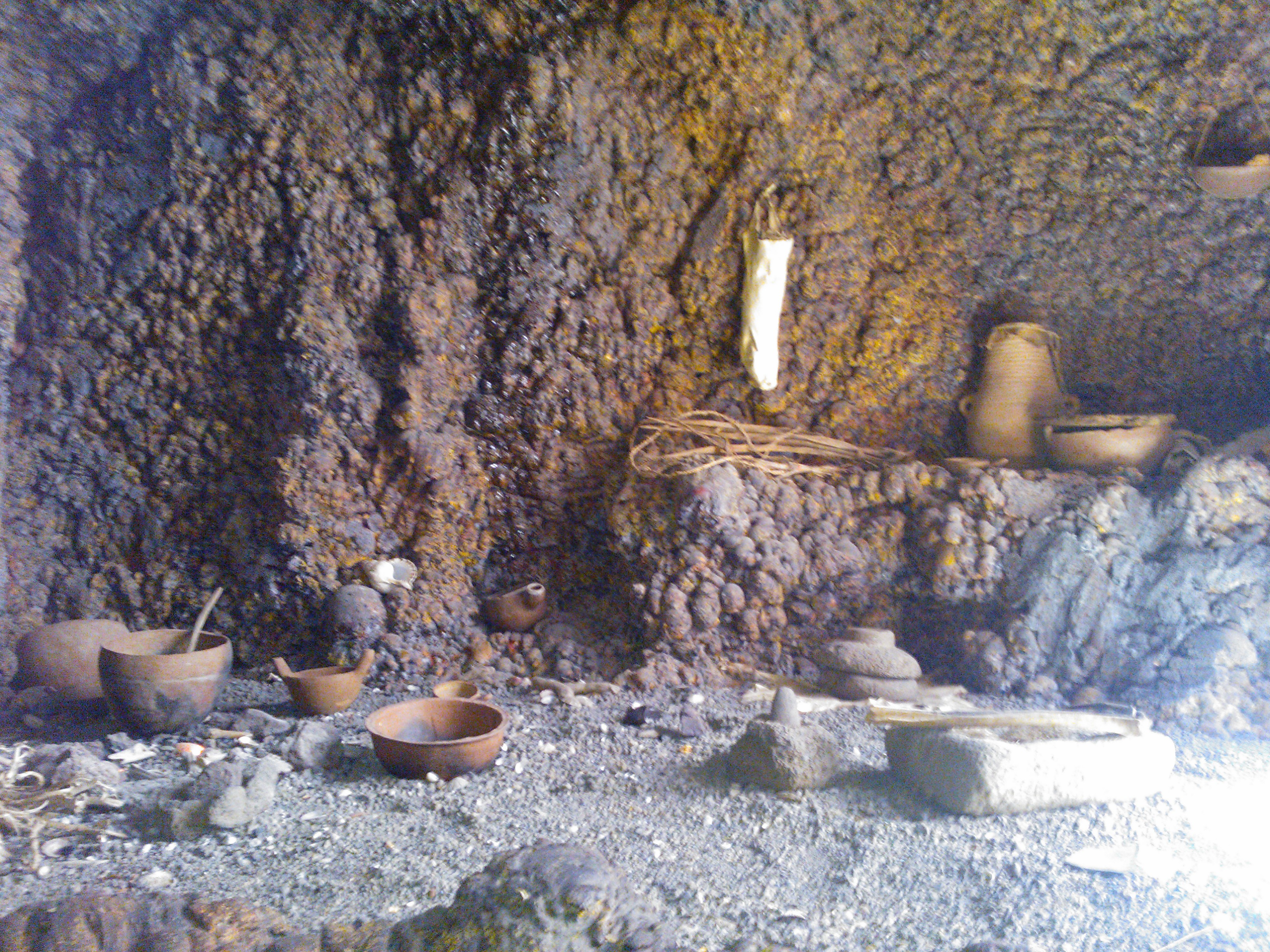
Экспозиция, демонстрирующая жилище аборигенов в пещере
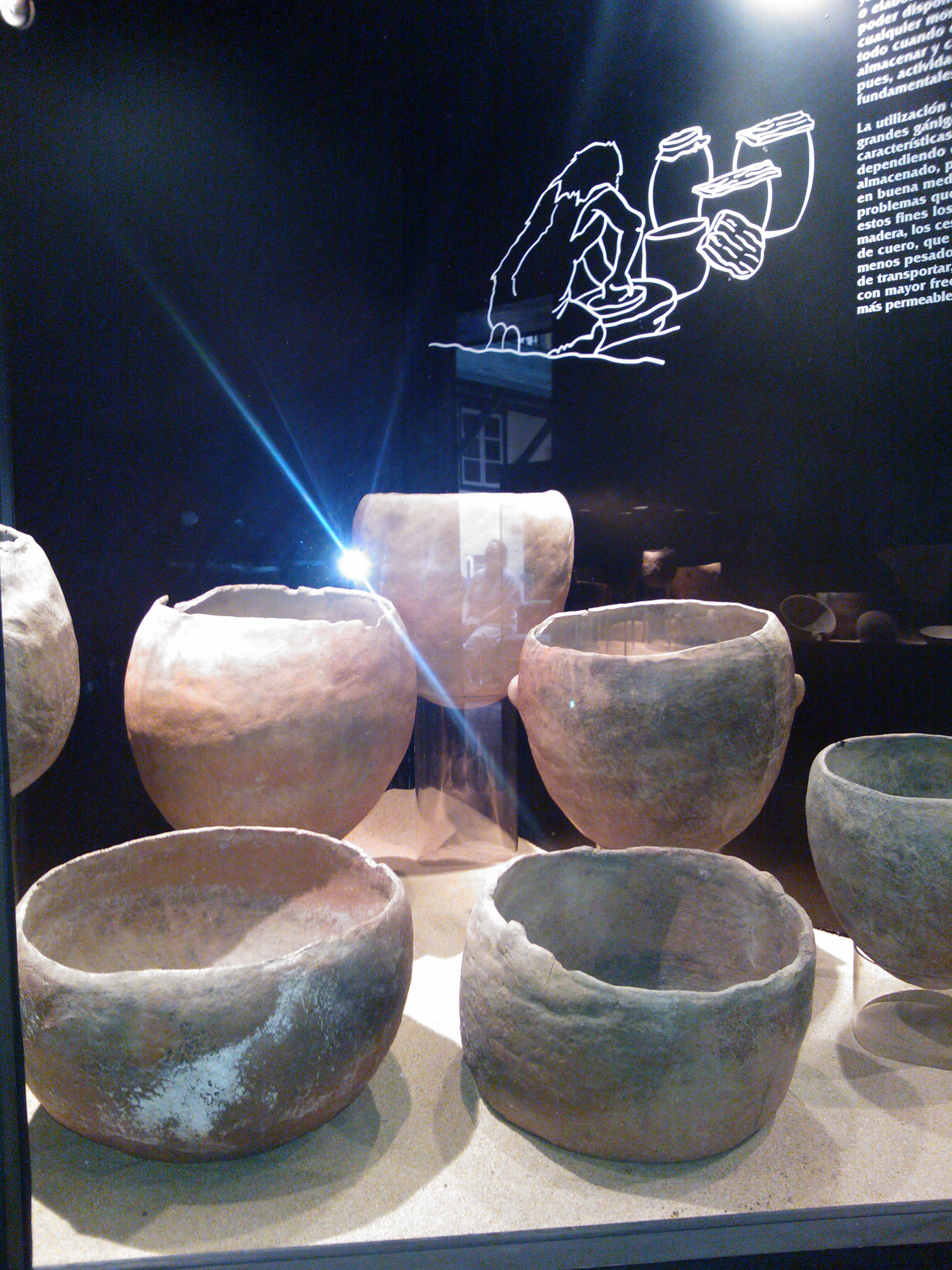
Керамика аборигенов.